# Atsushi Yanagisawa
Atsushi Yanagisawa (柳沢 敦?, Yanagisawa Atsushi; Imizu, 27 maggio 1977) è un ex calciatore giapponese, di ruolo attaccante, tecnico delle giovanili del Kashima Antlers.

## Carriera

### Calciatore

#### Club

##### Inizi
Cresciuto nelle file del Tomaya Daiichi, nel 1996 ha debuttato in J.League con la maglia del Kashima Antlers. Ha militato al Kashima Antlers fino al 2003. vincendo quattro volte il campionato (nelle stagioni 1996, 1998, 2000 e 2001), due Coppe del Giappone (nel 1997 e nel 2000), due Coppa Yamazaki Nabisco (nel 1997 e nel 2000) e tre Supercoppe del Giappone (nel 1997, 1998 e 1999). Viene inoltre nominato miglior giovane della J League nel 1997 e viene inserito nel miglior 11 della J League nel 1998 e nel 2001.

##### Italia: Sampdoria e Messina
Nel giugno 2003 è stato acquistato a titolo definitivo dalla Sampdoria. Ha debuttato in Serie A il 30 agosto 2003, in Reggina-Sampdoria (2-2), sostituendo al minuto 57 il compagno Cristiano Doni. Con la Sampdoria ha giocato 15 gare in campionato, senza tuttavia andare a segno.
Nel luglio 2004 si è trasferito a titolo definitivo al Messina. Ha debuttato in Serie A coi messinesi il 26 settembre 2004, in Messina-Chievo (0-0), sostituendo al minuto 65 il compagno Arturo Di Napoli. Ha messo a segno il suo unico gol con la maglia del Messina il 22 agosto 2004, nell'incontro di Coppa Italia Messina-Acireale (4-0), siglando la rete del momentaneo 3-0 al 45' minuto del primo tempo. Ha militato nel club peloritano per una stagione e mezzo, totalizzando 33 presenze e una rete.

##### Ultimi anni
Nel febbraio 2006 è tornato al Kashima Antlers. La seconda esperienza nel club è durata due stagioni, durante le quali ha totalizzato 59 presenze e 15 reti. Nel 2008 si è trasferito al Kyoto Sanga, club in cui ha militato per tre stagioni totalizzando 107 presenze e 27 reti. Nel 2011 è passato al Vegalta Sendai. Ha militato nel club giallo per quattro stagioni, totalizzando 78 presenze e 9 reti. Al termine della stagione 2014 ha annunciato il proprio ritiro.

#### Nazionale
Ha debuttato in Nazionale maggiore il 15 febbraio 1998, nell'amichevole Australia-Giappone (0-3). Ha messo a segno la sua prima rete con la maglia del Giappone il 6 giugno 2000, nell'amichevole Giappone-Giamaica (4-0), siglando la rete del momentaneo 3-0 al minuto 66. Ha partecipato, con la selezione giapponese, ai Mondiali 2002, ai Mondiali 2006, alla Coppa d'Asia 2000, alla Confederations Cup 2001 e alla Confederations Cup 2005. È sceso in campo, inoltre, nelle qualificazioni ai Mondiali 2006. Ha totalizzato, con la selezione nipponica, 58 presenze e 17 reti.

### Allenatore
Terminata la carriera da calciatore, nel 2015 è tornato al Kashima Antlers, nel ruolo di vice allenatore. Nel giugno 2018 si è dimesso. Nel gennaio 2019 è tornato al Kashima Antlers come vice allenatore delle giovanili. Nel 2021 ha assunto il ruolo di allenatore delle giovanili.

## Statistiche

### Presenze e reti nei club
| Stagione               | Squadra                | Campionato             | Campionato | Campionato | Coppe nazionali | Coppe nazionali | Coppe nazionali | Coppe continentali | Coppe continentali | Coppe continentali | Altre coppe | Altre coppe | Altre coppe | Totale | Totale | Totale |
| Stagione               | Squadra                | Comp                   | Pres       | Reti       | Comp            | Pres            | Reti            | Comp               | Pres               | Reti               | Comp        | Pres        | Reti        | Pres   | Reti   |        |
| ---------------------- | ---------------------- | ---------------------- | ---------- | ---------- | --------------- | --------------- | --------------- | ------------------ | ------------------ | ------------------ | ----------- | ----------- | ----------- | ------ | ------ | ------ |
| 1996                   | Kashima Antlers        | JL                     | 8          | 5          | JLC+CI          | 6+1             | 1+0             | -                  | -                  | -                  | -           | -           | -           | 15     | 6      |        |
| 1997                   | Kashima Antlers        | JL                     | 27         | 8          | JLC+CI          | 9+5             | 2+2             | -                  | -                  | -                  | SCG         | 1           | 2           | 42     | 14     |        |
| 1998                   | Kashima Antlers        | JL                     | 34         | 22         | JLC+CI          | 5+1             | 0+0             | -                  | -                  | -                  | SCG         | 1           | 1           | 41     | 23     |        |
| 1999                   | Kashima Antlers        | JLD1                   | 26         | 9          | JLC+CI          | 3+2             | 1+0             | -                  | -                  | -                  | SCG         | 1           | 1           | 32     | 11     |        |
| 2000                   | Kashima Antlers        | JLD1                   | 28         | 6          | JLC+CI          | 3+3             | 0+1             | -                  | -                  | -                  | -           | -           | -           | 34     | 7      |        |
| 2001                   | Kashima Antlers        | JLD1                   | 28         | 12         | JLC+CI          | 5+1             | 2+1             | ACC                | 0                  | 0                  | SCG         | 1           | 0           | 35     | 15     |        |
| 2002                   | Kashima Antlers        | JLD1                   | 27         | 7          | JLC+CI          | 3+5             | 0+1             | ACC                | 1                  | 0                  | SCG         | 1           | 0           | 37     | 8      |        |
| gen.-giu. 2003         | Kashima Antlers        | JLD1                   | 8          | 2          | JLC+CI          | 0+0             | 0+0             | -                  | -                  | -                  | -           | -           | -           | 8      | 2      |        |
| Totale Kashima Antlers | Totale Kashima Antlers | Totale Kashima Antlers | 186        | 71         |                 | 52              | 11              |                    | 1                  | 0                  |             | 5           | 5           | 244    | 87     |        |
| 2003-2004              | Sampdoria              | A                      | 15         | 0          | CI              | 3               | 0               | -                  | -                  | -                  | -           | -           | -           | 18     | 0      |        |
| 2004-2005              | Messina                | A                      | 22         | 0          | CI              | 4               | 1               | -                  | -                  | -                  | -           | -           | -           | 26     | 1      |        |
| 2005-gen. 2006         | Messina                | A                      | 7          | 0          | CI              | 0               | 0               | -                  | -                  | -                  | -           | -           | -           | 7      | 0      |        |
| Totale Messina         | Totale Messina         | Totale Messina         | 29         | 0          |                 | 4               | 1               |                    | -                  | -                  |             | -           | -           | 33     | 1      |        |
| 2006                   | Kashima Antlers        | JLD1                   | 24         | 4          | JLC+CI          | 3+2             | 1+1             | -                  | -                  | -                  | -           | -           | -           | 29     | 6      |        |
| 2007                   | Kashima Antlers        | JLD1                   | 19         | 5          | JLC+CI          | 6+5             | 2+2             | -                  | -                  | -                  | -           | -           | -           | 30     | 9      |        |
| Totale Kashima Antlers | Totale Kashima Antlers | Totale Kashima Antlers | 43         | 9          |                 | 16              | 6               |                    | -                  | -                  |             | -           | -           | 59     | 15     |        |
| 2008                   | Kyoto Sanga            | JLD1                   | 32         | 14         | JLC+CI          | 6+2             | 1+0             | -                  | -                  | -                  | -           | -           | -           | 40     | 15     |        |
| 2009                   | Kyoto Sanga            | JLD1                   | 22         | 4          | JLC+CI          | 5+2             | 1+1             | -                  | -                  | -                  | -           | -           | -           | 29     | 6      |        |
| 2010                   | Kyoto Sanga            | JLD1                   | 31         | 3          | JLC+CI          | 5+2             | 3+0             | -                  | -                  | -                  | -           | -           | -           | 38     | 6      |        |
| Totale Kyoto Sanga     | Totale Kyoto Sanga     | Totale Kyoto Sanga     | 85         | 21         |                 | 22              | 6               |                    | -                  | -                  |             | -           | -           | 107    | 27     |        |
| 2011                   | Vegalta Sendai         | JLD1                   | 17         | 1          | JLC+CI          | 1+0             | 0+0             | -                  | -                  | -                  | -           | -           | -           | 18     | 1      |        |
| 2012                   | Vegalta Sendai         | JLD1                   | 16         | 2          | JLC+CI          | 4+2             | 0+0             | -                  | -                  | -                  | -           | -           | -           | 22     | 2      |        |
| 2013                   | Vegalta Sendai         | JLD1                   | 20         | 3          | JLC+CI          | 0+1             | 0+0             | AFCCL              | 3                  | 1                  | -           | -           | -           | 24     | 4      |        |
| 2014                   | Vegalta Sendai         | JLD1                   | 13         | 1          | JLC+CI          | 0+1             | 0+1             | -                  | -                  | -                  | -           | -           | -           | 14     | 2      |        |
| Totale Vegalta Sendai  | Totale Vegalta Sendai  | Totale Vegalta Sendai  | 66         | 7          |                 | 9               | 1               |                    | 3                  | 1                  |             | -           | -           | 78     | 9      |        |
| Totale carriera        | Totale carriera        | Totale carriera        | 424        | 108        |                 | 106             | 25              |                    | 4                  | 1                  |             | 5           | 5           | 539    | 139    |        |

### Cronologia presenze e reti in nazionale
| Cronologia completa delle presenze e delle reti in nazionale ― Giappone | Cronologia completa delle presenze e delle reti in nazionale ― Giappone | Cronologia completa delle presenze e delle reti in nazionale ― Giappone | Cronologia completa delle presenze e delle reti in nazionale ― Giappone | Cronologia completa delle presenze e delle reti in nazionale ― Giappone | Cronologia completa delle presenze e delle reti in nazionale ― Giappone | Cronologia completa delle presenze e delle reti in nazionale ― Giappone | Cronologia completa delle presenze e delle reti in nazionale ― Giappone |
| Data                                                                    | Città                                                                   | In casa                                                                 | Risultato                                                               | Ospiti                                                                  | Competizione                                                            | Reti                                                                    | Note                                                                    |
| ----------------------------------------------------------------------- | ----------------------------------------------------------------------- | ----------------------------------------------------------------------- | ----------------------------------------------------------------------- | ----------------------------------------------------------------------- | ----------------------------------------------------------------------- | ----------------------------------------------------------------------- | ----------------------------------------------------------------------- |
| 15-2-1998                                                               | Adelaide                                                                | Australia                                                               | 0 – 3                                                                   | Giappone                                                                | Amichevole                                                              | -                                                                       |                                                                         |
| 1-4-1998                                                                | Seul                                                                    | Corea del Sud                                                           | 2 – 1                                                                   | Giappone                                                                | Amichevole                                                              | -                                                                       | 65’                                                                     |
| 31-3-1999                                                               | Tokyo                                                                   | Giappone                                                                | 0 – 2                                                                   | Brasile                                                                 | Amichevole                                                              | -                                                                       | 82’                                                                     |
| 3-6-1999                                                                | Tokyo                                                                   | Giappone                                                                | 0 – 0                                                                   | Belgio                                                                  | Amichevole                                                              | -                                                                       | 59’                                                                     |
| 6-6-1999                                                                | Kōbe                                                                    | Giappone                                                                | 0 – 0                                                                   | Uruguay                                                                 | Amichevole                                                              | -                                                                       |                                                                         |
| 8-9-1999                                                                | Yokohama                                                                | Giappone                                                                | 1 – 1                                                                   | Iran                                                                    | Amichevole                                                              | -                                                                       | 46’                                                                     |
| 26-4-2000                                                               | Seul                                                                    | Corea del Sud                                                           | 1 – 0                                                                   | Giappone                                                                | Amichevole                                                              | -                                                                       | 78’                                                                     |
| 4-6-2000                                                                | Casablanca                                                              | Giappone                                                                | 2 – 2 (2 – 4 dtr)                                                       | Francia                                                                 | Trofeo di calcio Hassan II 2000 - Semifinale                            | -                                                                       | 89’                                                                     |
| 6-6-2000                                                                | Casablanca                                                              | Giappone                                                                | 4 – 0                                                                   | Giamaica                                                                | Trofeo di calcio Hassan II 2000 - Finale 3º posto                       | 1                                                                       | 63’                                                                     |
| 11-6-2000                                                               | Rifu                                                                    | Giappone                                                                | 1 – 1                                                                   | Slovacchia                                                              | Amichevole                                                              | -                                                                       | 68’                                                                     |
| 18-6-2000                                                               | Yokohama                                                                | Giappone                                                                | 2 – 0                                                                   | Bolivia                                                                 | Amichevole                                                              | 2                                                                       | 79’                                                                     |
| 16-8-2000                                                               | Hiroshima                                                               | Giappone                                                                | 3 – 1                                                                   | Emirati Arabi Uniti                                                     | Amichevole                                                              | -                                                                       | 46’                                                                     |
| 14-10-2000                                                              | Sidone                                                                  | Arabia Saudita                                                          | 1 – 4                                                                   | Giappone                                                                | Coppa d'Asia 2000 - 1º turno                                            | 1                                                                       |                                                                         |
| 26-10-2000                                                              | Beirut                                                                  | Cina                                                                    | 2 – 3                                                                   | Giappone                                                                | Coppa d'Asia 2000 - Semifinale                                          | -                                                                       | 87’                                                                     |
| 29-10-2000                                                              | Sidone                                                                  | Arabia Saudita                                                          | 0 – 1                                                                   | Giappone                                                                | Coppa d'Asia 2000 - Finale                                              | -                                                                       | 80’                                                                     |
| 20-12-2000                                                              | Tokyo                                                                   | Giappone                                                                | 1 – 1                                                                   | Corea del Sud                                                           | Amichevole                                                              | -                                                                       | 46’                                                                     |
| 4-6-2001                                                                | Kashima                                                                 | Brasile                                                                 | 0 – 0                                                                   | Giappone                                                                | Conf. Cup 2001 - 1º turno                                               | -                                                                       | 60’                                                                     |
| 1-7-2001                                                                | Sapporo                                                                 | Giappone                                                                | 2 – 0                                                                   | Paraguay                                                                | Amichevole                                                              | 2                                                                       | 90+1’                                                                   |
| 15-8-2001                                                               | Fukuroi                                                                 | Giappone                                                                | 3 – 0                                                                   | Australia                                                               | Amichevole                                                              | 1                                                                       | 62’                                                                     |
| 4-10-2001                                                               | Lens                                                                    | Senegal                                                                 | 2 – 0                                                                   | Giappone                                                                | Amichevole                                                              | -                                                                       | 46’                                                                     |
| 7-10-2001                                                               | Southampton                                                             | Nigeria                                                                 | 2 – 2                                                                   | Giappone                                                                | Amichevole                                                              | 1                                                                       |                                                                         |
| 7-11-2001                                                               | Saitama                                                                 | Giappone                                                                | 1 – 1                                                                   | Italia                                                                  | Amichevole                                                              | 1                                                                       | 66’                                                                     |
| 21-3-2002                                                               | Osaka                                                                   | Giappone                                                                | 1 – 0                                                                   | Ucraina                                                                 | Amichevole                                                              | -                                                                       | 61’                                                                     |
| 17-4-2002                                                               | Yokohama                                                                | Giappone                                                                | 1 – 1                                                                   | Costa Rica                                                              | Amichevole                                                              | -                                                                       |                                                                         |
| 29-4-2002                                                               | Tokyo                                                                   | Giappone                                                                | 1 – 0                                                                   | Slovacchia                                                              | Amichevole                                                              | -                                                                       | 56’                                                                     |
| 14-5-2002                                                               | Oslo                                                                    | Norvegia                                                                | 3 – 0                                                                   | Giappone                                                                | Amichevole                                                              | -                                                                       | 46’                                                                     |
| 25-5-2002                                                               | Tokyo                                                                   | Giappone                                                                | 1 – 1                                                                   | Svezia                                                                  | Amichevole                                                              | -                                                                       | 68’                                                                     |
| 4-6-2002                                                                | Saitama                                                                 | Giappone                                                                | 2 – 2                                                                   | Belgio                                                                  | Mondiali 2002 - 1º turno                                                | -                                                                       |                                                                         |
| 9-6-2002                                                                | Yokohama                                                                | Giappone                                                                | 1 – 0                                                                   | Russia                                                                  | Mondiali 2002 - 1º turno                                                | -                                                                       |                                                                         |
| 14-6-2002                                                               | Osaka                                                                   | Giappone                                                                | 2 – 0                                                                   | Tunisia                                                                 | Mondiali 2002 - 1º turno                                                | -                                                                       | 46’                                                                     |
| 16-10-2002                                                              | Tokyo                                                                   | Giappone                                                                | 1 – 1                                                                   | Giamaica                                                                | Amichevole                                                              | -                                                                       | 76’                                                                     |
| 20-8-2003                                                               | Tokyo                                                                   | Giappone                                                                | 3 – 0                                                                   | Nigeria                                                                 | Amichevole                                                              | -                                                                       |                                                                         |
| 10-9-2003                                                               | Niigata                                                                 | Giappone                                                                | 0 – 1                                                                   | Senegal                                                                 | Amichevole                                                              | -                                                                       | 75’                                                                     |
| 8-10-2003                                                               | Tunisi                                                                  | Tunisia                                                                 | 0 – 1                                                                   | Giappone                                                                | Amichevole                                                              | 1                                                                       | 77’                                                                     |
| 11-10-2003                                                              | Bucarest                                                                | Romania                                                                 | 1 – 1                                                                   | Giappone                                                                | Amichevole                                                              | 1                                                                       |                                                                         |
| 19-11-2003                                                              | Ōita                                                                    | Giappone                                                                | 0 – 0                                                                   | Camerun                                                                 | Amichevole                                                              | -                                                                       | 69’                                                                     |
| 12-2-2004                                                               | Tokyo                                                                   | Giappone                                                                | 2 – 0                                                                   | Iraq                                                                    | Amichevole                                                              | 1                                                                       | 79’                                                                     |
| 18-2-2004                                                               | Saitama                                                                 | Giappone                                                                | 1 – 0                                                                   | Oman                                                                    | Qual. Mondiali 2006                                                     | -                                                                       | 46’                                                                     |
| 31-3-2004                                                               | Singapore                                                               | Singapore                                                               | 1 – 2                                                                   | Giappone                                                                | Qual. Mondiali 2006                                                     | -                                                                       | 68’                                                                     |
| 28-4-2004                                                               | Praga                                                                   | Rep. Ceca                                                               | 0 – 1                                                                   | Giappone                                                                | Amichevole                                                              | -                                                                       | 63’                                                                     |
| 30-5-2004                                                               | Manchester                                                              | Islanda                                                                 | 2 – 3                                                                   | Giappone                                                                | Amichevole                                                              | -                                                                       | 46’                                                                     |
| 1-6-2004                                                                | Manchester                                                              | Inghilterra                                                             | 1 – 1                                                                   | Giappone                                                                | Amichevole                                                              | -                                                                       | 60’                                                                     |
| 9-7-2004                                                                | Hiroshima                                                               | Giappone                                                                | 3 – 1                                                                   | Slovacchia                                                              | Amichevole                                                              | 1                                                                       | 78’                                                                     |
| 13-7-2004                                                               | Yokohama                                                                | Giappone                                                                | 1 – 0                                                                   | Serbia e Montenegro                                                     | Amichevole                                                              | -                                                                       | 72’                                                                     |
| 25-3-2005                                                               | Tehran                                                                  | Iran                                                                    | 2 – 1                                                                   | Giappone                                                                | Qual. Mondiali 2006                                                     | -                                                                       | 62’                                                                     |
| 3-6-2005                                                                | Manama                                                                  | Bahrein                                                                 | 0 – 1                                                                   | Giappone                                                                | Qual. Mondiali 2006                                                     | -                                                                       | 88’                                                                     |
| 8-6-2005                                                                | Bangkok                                                                 | Corea del Nord                                                          | 0 – 2                                                                   | Giappone                                                                | Qual. Mondiali 2006                                                     | 1                                                                       | 85’                                                                     |
| 16-6-2005                                                               | Hannover                                                                | Giappone                                                                | 1 – 2                                                                   | Messico                                                                 | Conf. Cup 2005 - 1º turno                                               | 1                                                                       |                                                                         |
| 19-6-2005                                                               | Francoforte sul Meno                                                    | Grecia                                                                  | 0 – 1                                                                   | Giappone                                                                | Conf. Cup 2005 - 1º turno                                               | -                                                                       | 63’                                                                     |
| 22-6-2005                                                               | Colonia                                                                 | Brasile                                                                 | 2 – 2                                                                   | Giappone                                                                | Conf. Cup 2005 - 1º turno                                               | -                                                                       | 74’                                                                     |
| 7-9-2005                                                                | Rifu                                                                    | Giappone                                                                | 5 – 4                                                                   | Honduras                                                                | Amichevole                                                              | 2                                                                       | 71’                                                                     |
| 8-10-2005                                                               | Riga                                                                    | Lettonia                                                                | 2 – 2                                                                   | Giappone                                                                | Amichevole                                                              | -                                                                       | 65’                                                                     |
| 12-10-2005                                                              | Kiev                                                                    | Ucraina                                                                 | 1 – 0                                                                   | Giappone                                                                | Amichevole                                                              | -                                                                       | 57’                                                                     |
| 16-11-2005                                                              | Tokyo                                                                   | Giappone                                                                | 1 – 0                                                                   | Angola                                                                  | Amichevole                                                              | -                                                                       |                                                                         |
| 28-2-2006                                                               | Dortmund                                                                | Bosnia ed Erzegovina                                                    | 2 – 2                                                                   | Giappone                                                                | Amichevole                                                              | -                                                                       | 71’                                                                     |
| 30-5-2006                                                               | Leverkusen                                                              | Germania                                                                | 2 – 2                                                                   | Giappone                                                                | Amichevole                                                              | -                                                                       | 15’ 80’                                                                 |
| 12-6-2006                                                               | Kaiserslautern                                                          | Australia                                                               | 3 – 1                                                                   | Giappone                                                                | Mondiali 2006 - 1º turno                                                | -                                                                       | 79’                                                                     |
| 18-6-2006                                                               | Norimberga                                                              | Giappone                                                                | 0 – 0                                                                   | Croazia                                                                 | Mondiali 2006 - 1º turno                                                | -                                                                       | 61’                                                                     |
| Totale                                                                  |                                                                         | Presenze                                                                | 58                                                                      |                                                                         | Reti (15º posto)                                                        | 17                                                                      |                                                                         |

| Cronologia completa delle presenze e delle reti in nazionale ― Giappone Olimpica | Cronologia completa delle presenze e delle reti in nazionale ― Giappone Olimpica | Cronologia completa delle presenze e delle reti in nazionale ― Giappone Olimpica | Cronologia completa delle presenze e delle reti in nazionale ― Giappone Olimpica | Cronologia completa delle presenze e delle reti in nazionale ― Giappone Olimpica | Cronologia completa delle presenze e delle reti in nazionale ― Giappone Olimpica | Cronologia completa delle presenze e delle reti in nazionale ― Giappone Olimpica | Cronologia completa delle presenze e delle reti in nazionale ― Giappone Olimpica |
| Data                                                                             | Città                                                                            | In casa                                                                          | Risultato                                                                        | Ospiti                                                                           | Competizione                                                                     | Reti                                                                             | Note                                                                             |
| -------------------------------------------------------------------------------- | -------------------------------------------------------------------------------- | -------------------------------------------------------------------------------- | -------------------------------------------------------------------------------- | -------------------------------------------------------------------------------- | -------------------------------------------------------------------------------- | -------------------------------------------------------------------------------- | -------------------------------------------------------------------------------- |
| 14-9-2000                                                                        | Canberra                                                                         | Sudafrica                                                                        | 1 – 2                                                                            | Giappone                                                                         | Olimpiadi 2000 - 1º turno                                                        | -                                                                                | 79’                                                                              |
| 17-9-2000                                                                        | Canberra                                                                         | Slovacchia                                                                       | 1 – 2                                                                            | Giappone                                                                         | Olimpiadi 2000 - 1º turno                                                        | -                                                                                | 54’                                                                              |
| 20-9-2000                                                                        | Brisbane                                                                         | Brasile                                                                          | 1 – 0                                                                            | Giappone                                                                         | Olimpiadi 2000 - 1º turno                                                        | -                                                                                | 80’                                                                              |
| 23-9-2000                                                                        | Adelaide                                                                         | Stati Uniti                                                                      | 2 – 2 dts (5 – 4 dtr)                                                            | Giappone                                                                         | Olimpiadi 2000 - Quarti di finale                                                | 1                                                                                | 65’                                                                              |
| Totale                                                                           |                                                                                  | Presenze                                                                         | 4                                                                                |                                                                                  | Reti                                                                             | 1                                                                                |                                                                                  |

## Palmarès

### Club
- Campionato giapponese: 5

Kashima Antlers: 1996, 1998, 2000, 2001, 2007
- Coppa del Giappone: 3

Kashima Antlers: 1997, 2000, 2007
- Coppa Yamazaki Nabisco: 3

Kashima Antlers: 1997, 2000, 2002
- Supercoppa del Giappone: 3

Kashima Antlers: 1997, 1998, 1999

### Nazionale
- Coppa d'Asia: 1

2000

### Individuale
- Miglior giovane della J.League: 1

1997
- Miglior 11 della J-League: 3

1998, 2001, 2008